# S.O.B. (gruppo musicale)
S.O.B., conosciuti anche come SxOxBx, S·O·B, SOB o SxOxB, è uno dei primi gruppi hardcore punk/thrashcore/grindcore dal Giappone. Il nome della band è l'acronimo di Sabotage Organized Barbarian.

## Formazioni

### Membri attuali
- Oooga Booga - Presidente
- Oseki - Vice Presidente
- Trout Sniffer - Tesoriere
- Yasue - Manager
- KTM SX125 - Assistente

### Ex membri
- Yoshitomo "Tottsuan"  Suzuki -  (si è suicidato nel 1995)
- Naoto -(1985–1989), (1996–2000)

### Ospiti
- Kevin Sharp
- Shane Embury
- Lee Dorrian

## Discografia

### Album
- Don't Be Swindle (1987) Toy's Factory
- What's The Truth (1990) Rise Above Records (Europe), Selfish Records (Japan)
- Gate Of Doom (1993)  Toy's Factory
- Vicious World (1994)  Toy's Factory
- Dub Grind (1999) Specialized Affect
- Still Grind Attitude (2003)  Toshiba-EMI

### Singoli ed EP
- Leave Me Alone (1986) Selfish Records
- Thrash Night (1989) Rise Above Records
- S.O.B./ Napalm Death (1989) Sound of Burial
- Suck Up Brain Or Fuck Ya Brain ? / Nightmare (1990) Sound of Burial
- UK / European Tour June '89 (1990) Sound of Burial
- Sabotage Organized Barbarians - Live!! Drunken Master Record